# Protodorvillea gracilis
Protodorvillea gracilis är en ringmaskart som först beskrevs av Hartman 1938.  Protodorvillea gracilis ingår i släktet Protodorvillea och familjen Dorvilleidae. Inga underarter finns listade i Catalogue of Life.